# Sucre ajouté

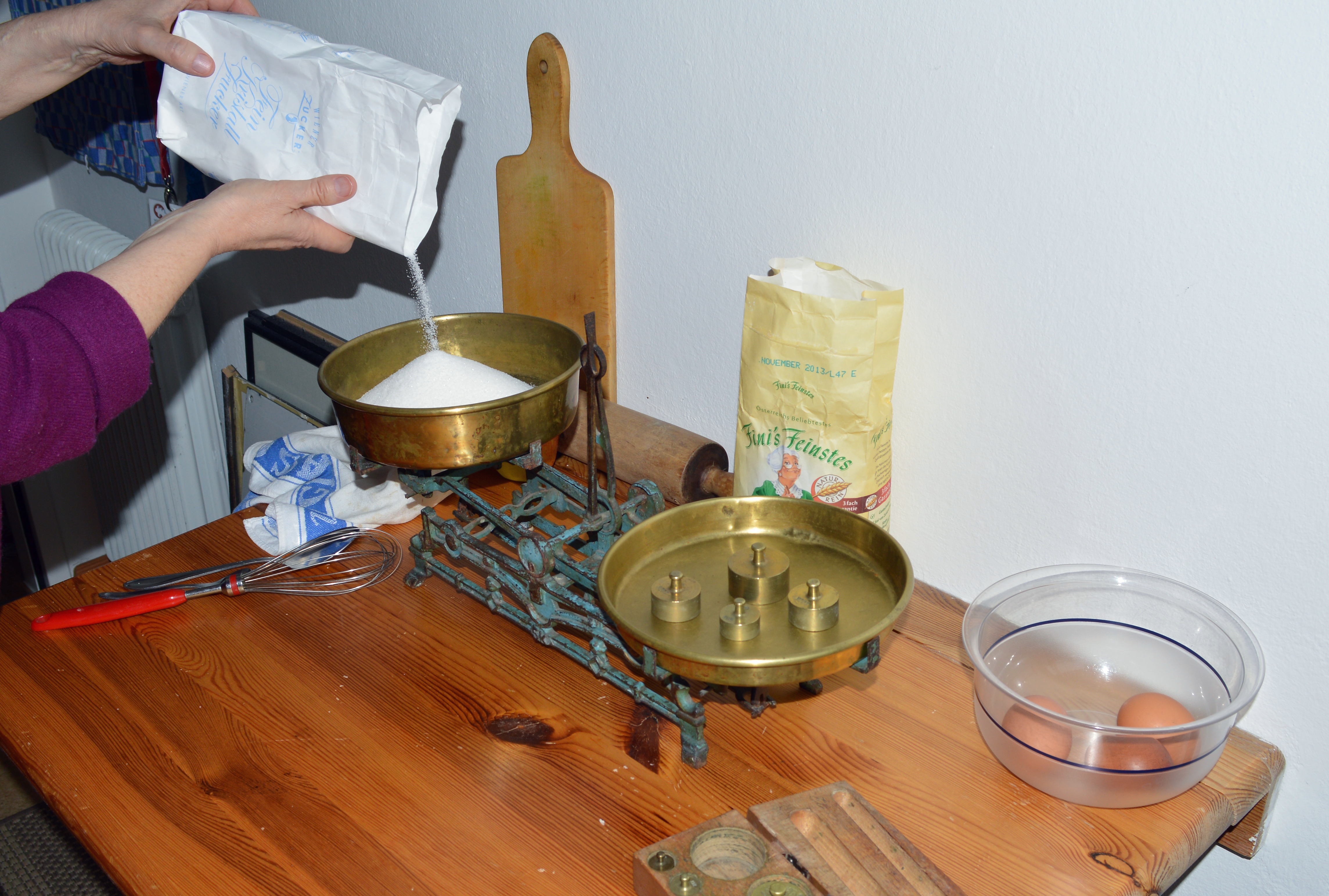
Les sucres ajoutés font habituellement partie des pâtisseries.

On appelle « sucres ajoutés » l’ensemble des sucres qui sont ajoutés aux aliments et boissons par le fabricant au cours du procédé industriel, par le cuisinier ou le consommateur. 
Parmi les sucres, on trouve :
- le saccharose (sucre de table)
- le glucose
- le lactose
- le fructose.

Ces quatre formes de sucre peuvent être ajoutées sous forme de sucre en poudre, sirop de glucose-fructose, miel, sirop d’érable, jus de fruits, etc. (à repérer dans la liste des ingrédients). Sur les emballages, la mention « glucides dont sucres » dans le tableau des valeurs nutritionnelles correspond donc soit à des sucres ajoutés, soit à des sucres naturellement présents (dans les fruits et légumes par exemple). Dans la pratique, il est donc souvent difficile pour le consommateur de distinguer la quantité de sucres ajoutés de celle de sucres naturellement présents.
Les sucres ajoutés sont impossibles à distinguer chimiquement des sucres naturels, mais le terme « sucre ajouté » est devenu de plus en plus utilisé dans la nutrition et la médecine. 
La consommation de sucres ajoutés est liée à de multiples facteurs de risque cardiovasculaire pour les adolescents ainsi que pour les adultes. Les sucres ajoutés sont également un facteur de risque pour le diabète de type 2 et l'hypertension artérielle, ainsi que la prise de poids et l'obésité,.

## Recommandations des autorités de santé
Si les sucres ajoutés et les sucres naturels (naturellement présents) ne sont pas différents de par leur structure ou les calories qu'ils apportent (4 kCal / 100 g), certaines recommandations nutritionnelles concernent les sucres ajoutés.
L'Organisation Mondiale de la Santé a fixé une recommandation d'apport maximal concernant les sucres libres : il s'agit des sucres ajoutés et des sucres présents dans le miel, les sirops, les jus de fruits, et les concentrés de jus de fruit, c'est-à-dire dépourvus de fibres qui diminuent le risque de diabète. Cette limite est fixée à 10 % des apports caloriques pour les enfants et les adultes, soit environ 50 g pour 2 000 kCal/jour (femme), ou 62 g pour 2 500 kCal/jour (homme). Cette recommandation a été fixée pour la première fois en 1989 et a fait l'objet d'une consultation d'experts de l'OMS et de la FAO en 2002.
En 2014, l'OMS a proposé de réduire « éventuellement » l'apport en sucres libres à moins de 5 % de la ration énergétique totale, soit 25 g pour 2 000 kCal/jour (femme), ou 31 g pour 2 500 kCal/jour (homme). Cette recommandation a été émise « avec réserve » car l'OMS juge la qualité des données scientifiques insuffisante.
Les autorités de santé locales peuvent se servir de cette recommandation mondiale pour établir leurs propres recommandations en tenant compte des denrées alimentaires et des coutumes locales.
Pour la France, l'Anses a émis un avis fin 2016 pour la révision des repères nutritionnels et propose pour les sucres une limite concernant l'ensemble des sucres totaux (hors lactose), qu'ils soient ajoutés ou naturellement présents. Cette limite est, elle, fixée à 100 g / jour.

## Consommation
Pour des raisons techniques, il est temporairement impossible d'afficher le graphique qui aurait dû être présenté ici.

Évolution de la consommation de sucres ajoutés dans le monde (1961 à 2019), :
- États-Unis
- Brésil
- France
- Japon
- Inde
- Nigeria
- Chine

| Pays       | Consommation par habitant (en g / jour) |
| ---------- | --------------------------------------- |
| Belgique   | 162                                     |
| Brésil     | 117                                     |
| Canada     | 231                                     |
| Chine      | 24                                      |
| États-Unis | 180                                     |
| France     | 106                                     |
| Inde       | 61                                      |
| Italie     | 89                                      |
| Japon      | 71                                      |
| Nigeria    | 30                                      |
| Russie     | 211                                     |
| Suisse     | 134                                     |

### France
En France, la consommation moyenne de sucres libres telle que définie par l'OMS a été évaluée à 9,5 % des apports caloriques, avec 40 % des adultes qui dépassent la limite.